# Iglesia Universitaria de Santa María la Virgen
La Iglesia Universitaria de Santa María la Virgen (Santa María o SMV para abreviar) es una iglesia anglicana en Oxford, Inglaterra. También es la iglesia de la Universidad de Oxford y está situada en la plaza Radcliffe. El edificio incorpora la Iglesia alta de Santa María, que se construyó entre 1280 y 1320. Para 1320, se le había añadido una torre y aguja de 74 metros de altura. La iglesia es conocida por su catolicismo liberal y por su música coral.
La iglesia posee una torre con aguja que se considera un elemento distintivo de la arquitectura de Oxford.

## Historia
Una iglesia fue establecida en este sitio, en el centro de la antigua ciudad amurallada, en la época anglosajona; registros de 1086 señalan que la iglesia pertenecía anteriormente a una finca propiedad del noble normando Aubrey de Coucy, probablemente Iffley, y la parroquia incluía parte de Littlemore.
En los primeros días de la Universidad de Oxford, la iglesia fue adoptada como el primer edificio de la universidad, la congregación universitaria se reunía allí desde al menos 1252, y para principios del siglo XIII, era la sede del gobierno universitario y se utilizaba para conferencias y la entrega de grados. Alrededor de 1320 se añadió un edificio de dos plantas al lado norte del coro; la planta baja (ahora la cafetería Vaults) se convirtió en la casa de "convocación" utilizada por el parlamento universitario, y la planta superior albergaba libros legados por Thomas Cobham, Obispo de Worcester, que formaron la primera biblioteca universitaria.
Cuando Adam de Brome se convirtió en rector en 1320, la fortuna de la iglesia quedó vinculada a lo que más tarde sería el Colegio Oriel. En 1324, Brome fundó St Mary Hall y se apropió de la casa del rector de la iglesia, incluidos los diezmos pequeños, las oblaciones y las tasas de entierro para el colegio, un acto confirmado en 1326 por el obispo, Henry Burghersh, después de que Brome obtuviera el patrocinio de Eduardo II para refundar el colegio. Brome desvió los ingresos de la iglesia a su colegio, que a partir de entonces fue responsable de nombrar al vicario y proporcionar cuatro capellanes para celebrar los servicios diarios en la iglesia. Los primeros prebostes del colegio fueron instalados en sus puestos en la iglesia, y hasta 1642 se requería que los miembros asistieran a los servicios los domingos y días sagrados.
St Mary's fue el lugar del juicio de 1555 de los Mártires de Oxford, cuando los obispos Latimer y Ridley y el Arzobispo Cranmer fueron juzgados por herejía. Los mártires fueron encarcelados en la antigua Prisión Bocardo cerca de San Miguel en Northgate en Cornmarket Street y posteriormente quemados en la hoguera justo fuera de los muros de la ciudad al norte. Una cruz en la carretera marca esa ubicación en lo que ahora es Broad Street; el cercano Monumento a los Mártires, en el extremo sur de St Giles' Street, conmemora los eventos.
Una sección recortada de "Cranmer's Pillar" permanece desde la mañana de la muerte de Cranmer el 21 de marzo de 1556, cuando fue llevado a la iglesia para un sermón de Henry Cole, preboste de Eton College, quien, por instrucciones de María I, explicó las razones por las cuales debía morir. Cranmer estaba de pie en un escenario, cuya esquina era sostenida por una pequeña repisa cortada de la columna frente al púlpito; retirando sus retractaciones de sus creencias reformadas, juró que cuando fuera quemado, la mano que las había firmado sería la primera en arder.
Hasta el siglo XVII, la iglesia se utilizaba no solo para oraciones, sino también para ceremonias de graduación y obtención de títulos cada vez más ruidosas. Este fenómeno, "La noción de que 'el sacrificio se hace igualmente a Dios y a Apolo', en el mismo lugar donde se debía homenaje solo a Dios", resultó repugnante para William Laud, Arzobispo de Canterbury, quien en la década de 1630 inició la construcción de un edificio separado para estas ceremonias. Este proyecto se interrumpió con la caída de Laud y el estallido de la Guerra Civil Inglesa, pero después de la Restauración, fue revivido y llevado a cabo por John Fell, Decano de Christ Church, quien encargó a Christopher Wren la construcción de lo que se convirtió en el Teatro Sheldonian. A partir de entonces, la iglesia quedó reservada solo para el culto religioso.
Durante su tiempo en Oxford, John Wesley a menudo asistía al sermón universitario, y más tarde, como miembro del Lincoln College, predicó sermones en la iglesia, incluido el sermón universitario sobre "Salvación por Fe" el 18 de junio de 1738 y el sermón "Casi Cristiano"  el 25 de julio de 1741. Después de su denuncia de la apatía espiritual y pereza de los miembros mayores de la universidad en su sermón "Cristianismo Escritural" el 24 de agosto de 1744, nunca se le volvió a pedir que predicara allí: "Prediqué, supongo, por última vez en St Mary's", escribió en su diario, "Así sea; he entregado completamente mi alma."
En 1828, John Henry Newman se convirtió en vicario y sus sermones se hicieron populares entre los universitarios. Desde el púlpito actual, John Keble predicó el sermón Apostasía nacional de la sesión del 14 de julio de 1833, que tradicionalmente se considera que inició el Movimiento de Oxford, un intento de revivir la espiritualidad católica en la iglesia y la universidad. La influencia del movimiento se extendió y afectó la práctica y espiritualidad de la Iglesia de Inglaterra. Hacia 1843, Newman se desilusionó con el anglicanismo y renunció a St Mary's, uniéndose más tarde a la Iglesia católica.

## Arquitectura
La iglesia presenta una combinación de estilos arquitectónicos, incluido el gótico inglés y el victoriano. 
La iglesia posee un extravagante pórtico barroco, diseñado por Nicholas Stone, que da a High Street.

## Música
La música coral es una parte integral de la vida de la iglesia. La iglesia tiene un coro de adultos y un coro infantil. Además, la iglesia ha sido un lugar destacado para actuaciones musicales y grabaciones.

## Grado I en la lista
La Iglesia Universitaria de Santa María la Virgen ha sido designada como un edificio de Grado I en la lista de edificios protegidos de interés arquitectónico o histórico.